# Alloispermum
Alloispermum je biljni rod iz porodice glavočika smješten u podtribus  Galinsoginae. Sastoji se od 17 priznatih vrsta raširtenih od Meksika na jug do Perua.
Rod je opisan 1807. 

## Vrste
1. Alloispermum caracasanum (Kunth) H.Rob.
2. Alloispermum colimense (McVaugh) H.Rob.
3. Alloispermum gonzaleziae (B.L.Turner) B.L.Turner
4. Alloispermum guerreroanum B.L.Turner
5. Alloispermum insuetum C.F.Fernández, Urbatsch & G.A.Sullivan
6. Alloispermum integrifolium (DC.) H.Rob.
7. Alloispermum lindenii (Wedd.) H.Rob.
8. Alloispermum longiradiatum (Urbatsch & B.L.Turner) B.L.Turner
9. Alloispermum michoacanum (B.L.Rob.) B.L.Turner
10. Alloispermum pachensis (Hieron.) H.Rob.
11. Alloispermum palmeri (A.Gray) C.F.Fernández & Urbatsch
12. Alloispermum scabrifolium (Hook. & Arn.) H.Rob.
13. Alloispermum scabrum (Lag.) H.Rob.
14. Alloispermum sodiroi (Hieron.) H.Rob.
15. Alloispermum steyermarkii H.Rob.
16. Alloispermum tridacoides (Urbatsch & B.L.Turner) C.F.Fernández & Urbatsch
17. Alloispermum weberbaueri H.Rob.